# Lijst van beelden in Oud-Beijerland
Dit is een (onvolledige) chronologische lijst van beelden in Oud-Beijerland. Onder een beeld wordt hier verstaan elk driedimensionaal kunstwerk in de openbare ruimte van Oud-Beijerland in de Nederlandse gemeente Hoeksche Waard, waarbij beeld wordt gebruikt als verzamelbegrip voor sculpturen, standbeelden, installaties, gedenktekens en overige beeldhouwwerken.

## Oud-Beijerland
| Geplaatst | Omschrijving                   | Kunstenaar       | Straat                      | Plaats         | Materiaal                                 | Afbeelding |
| --------- | ------------------------------ | ---------------- | --------------------------- | -------------- | ----------------------------------------- | ---------- |
| ca. 1970  | Goede Herder                   | Henk Kuizenga    | Sportlaan 1b (school)       | Oud-Beijerland |                                           |            |
| 1980      | Zittende vrouw met hond in tas | Henk Kuizenga    | Marktplein                  | Oud-Beijerland |                                           |            |
| 1985      | Vrij                           | Ingrid Kruit     |                             | Oud-Beijerland |                                           |            |
| 1987      | Am j'Israel Chai               | Marga Vogel      | Bierkade                    | Oud-Beijerland |                                           |            |
| 1996      | Indië-monument                 | Ingrid Kruit     | Mariniersweg 26             | Oud-Beijerland |                                           |            |
| 1997      | Polderlandschap                | Hans Kuyper      | Zoomwijcklaan               | Oud-Beijerland |                                           |            |
| 2011      | Kompas                         | Ingrid Kruit     | Oostkade                    | Oud-Beijerland | Hardhout, beton, keramiek, RVS en stelcon |            |
| 2014      |                                | Norman Dilworth  | Oostkade, sokkelproject     | Oud-Beijerland |                                           |            |
| 2014      |                                | Esther Jiskoot   | Oostkade, sokkelproject     | Oud-Beijerland |                                           |            |
| 2014      |                                | Piet van der Kar | Oostkade, sokkelproject     | Oud-Beijerland |                                           |            |
| 2014      |                                | Ton Zwerver      | Oostkade, sokkelproject     | Oud-Beijerland |                                           |            |
|           | Kinderen op fiets              |                  | Frans Halsstraat 2 (school) | Oud-Beijerland |                                           |            |